# Sala BHP
Sala BHP – zabytkowy budynek w Gdańsku na terenie Stoczni Gdańskiej, miejsce podpisania porozumień sierpniowych w 1980 roku.

## Historia

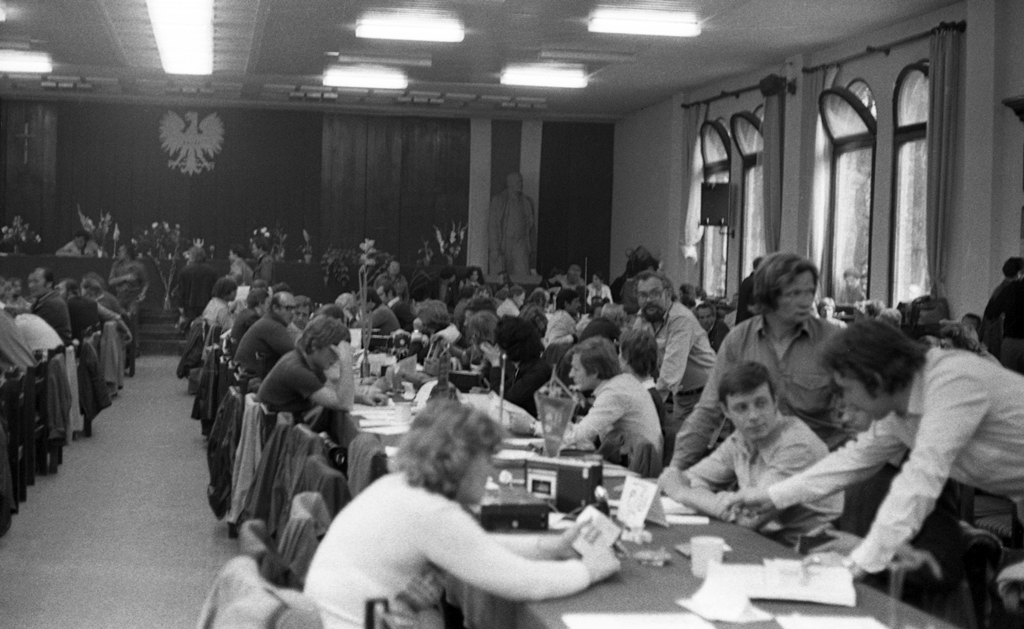
Sala BHP podczas Sierpnia 1980

Obiekt powstał na przełomie XIX i XX wieku, jako magazyn torped przy Stoczni Cesarskiej w Gdańsku. 13 grudnia 1961 został miejscem szkolenia pracowników stoczni. W 1980 był miejscem obrad Międzyzakładowego Komitetu Strajkowego. 31 sierpnia 1980 w budynku podpisane zostały porozumienia sierpniowe, kończące wydarzenia sierpnia 1980. W 1999 wraz z placem Solidarności obiekt został wpisany do rejestru zabytków. 23 grudnia 2004 właścicielem sali został Niezależny Samorządny Związek Zawodowy „Solidarność”. 24 sierpnia 2010 roku otwarto w sali muzeum.

## Stół prezydialny
Stół prezydialny, przy którym obradował Międzyzakładowy Komitet Strajkowy, jest zachowany i składa się z mniejszych stołów, każdy o rozmiarach 200 x 88 cm, zbudowanych w stolarni Stoczni Gdańskiej.